# Witneklijster
De witneklijster (Turdus albicollis) is een zangvogel uit de familie lijsters (Turdidae).

## Verspreiding en leefgebied
Deze soort telt 7 ondersoorten:
- T. a. phaeopygoides: noordoostelijk Colombia, noordelijk Venezuela, Trinidad en Tobago.
- T. a. phaeopygus: van oostelijk Colombia tot de Guyana's en noordelijk Brazilië.
- T. a. spodiolaemus: van oostelijk Ecuador en westelijk Brazilië tot noordelijk Bolivia.
- T. a. contemptus: zuidelijk Bolivia.
- T. a. crotopezus: oostelijk Brazilië.
- T. a. albicollis: zuidoostelijk Brazilië en noordelijk Uruguay.
- T. a. paraguayensis: zuidwestelijk Brazilië, Paraguay en noordelijk Argentinië.